# Rothia rhaeo
Rothia rhaeo là một loài bướm đêm trong họ Noctuidae.

## Hình ảnh

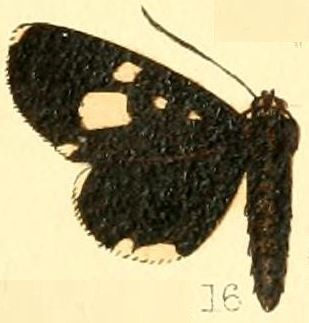